# 九四式甲号撒車
九四式甲号撒車（94しきこうごうさんしゃ）とは、日本陸軍が1934年（昭和9年）に採用した化学戦車両。名称は採用年の皇紀2594年に由来する。毒ガスの撒布を目的に、化学兵器の中和を目的とした姉妹車両の九四式甲号消車とともに開発された。九四式撒毒車、フサ。

## 解説
九四式甲号撒車は、対ソ連の戦争を念頭に、前線における毒ガスの撒布を目的として開発された。その構造は、牽引・操作を行う前車と、被牽引式でガス撒布装置を積んだ後車からなっている。前車には九四式軽装甲車が使用され、通常牽引している弾薬輸送用の九四式三/四屯被牽引車の代わりに、毒ガス撒布用の後車を牽引させた。前車に乗っている乗員2名のうち1名が分隊長で毒ガスの撒布や機関銃の操作を担当し、もう1名が操縦士である。後車は無人で、装甲は3～4mmである。
毒ガスの薬液は、「きい1号」と呼ばれたマスタードガスの一種の場合、270リットル（約343kg）を搭載できる。これは、戦場速度10km/hで縞型撒布を行った場合、8m幅・長さ1000mの範囲（8000平米）を撒毒地帯とすることができる量である。ガスの標準流出時間は6分間である。
野戦瓦斯（ガス）中隊のうち甲編制のものなど、機械化された化学戦部隊に配備された。例えば野戦瓦斯中隊（甲）の場合、定数では10両が配備された。
実戦ではただの装甲車として戦闘任務に使用されることも多く、日中戦争初期は主に装甲車として使用された。化学戦闘に使用された例としては、日中戦争中の1938年（昭和13年）6月2日に起きた上窯川渡河戦が、「煙使用ニ依リ薄暮攻撃ノ成功セシ戦例」として関係者向け教材の形で紹介されている。この戦闘では、森田豊秋少佐の指揮する「か号部隊」第1中隊所属の車両が、特種煙を展開したとされる。ただし、「赤筒」と呼ばれる嘔吐剤（くしゃみ剤）入りの発煙筒を利用したとあり、本車の特有の構造を活用したかは不明である。
太平洋戦争後、後車1両が陸上自衛隊大宮駐屯地に展示保存されていたが、1980年代後半に理由もなく廃棄処分となってしまった。ほかにロシアのクビンカ戦車博物館にも後車1両が展示されている。
なお、日本陸軍で他に同様の撒毒機能を有する装甲車両としては、工兵用の装甲作業機の一部が撒毒設備を搭載できる設計となっていた。ただし、これは訓練すらほとんど行われず、後期の生産型では廃止された。

## 九四式甲号消車
九四式甲号消車（94しきこうごうしょうしゃ）は後車を、化学兵器の中和・消毒剤であるさらし粉の撒布車両に換装したものである。フセとも。後車の全長は3.3m、前後車合わせた全備重量（機銃と弾薬を除く）は約4.5tで、さらし粉約560kgを積載して、4m幅・長さ700mを消毒できる。九四式甲号撒車とともに化学戦部隊に配備され、野戦瓦斯中隊（甲）は撒車と同じく10両を定数では装備していた。